# Gunnar Ståhle
Gunnar Adolf Ståhle,  född 24 augusti 1902 i Helsingfors, död där 20 april 1980, var en finländsk företagsledare.
Ståhle blev diplomingenjör 1924, blev teknisk ledare vid Aero Oy 1928 och verkställande direktör 1929 och ledde detta flygbolag till 1946, då det förstatligades (från 1968 under namnet Finnair Abp); under hans tid fick bolaget ett aktat namn i internationella trafikflygarkretsar. Han var därefter 1947–1968 verkställande direktör för Arabia och Åbo porslin samt Notsjö glasbruk inom Wärtsilä-koncernen.